# Bahnhof Neukieritzsch
Der Bahnhof Neukieritzsch ist eine Betriebsstelle der Bahnstrecke Leipzig–Hof und der dort abzweigenden Bahnstrecke Neukieritzsch–Chemnitz auf dem Gemeindegebiet von Neukieritzsch südlich von Leipzig. Von 1909 bis 1999 hatte die heute abgebaute Bahnstrecke Neukieritzsch–Pegau dort ihren Ausgangspunkt. Das Empfangsgebäude ist denkmalgeschützt.

## Lage
Der Bahnhof liegt am Streckenkilometer 21,128 der Hauptbahn Leipzig–Hof. Er ist Ausgangspunkt einer weiteren Hauptbahn nach Chemnitz. An dieser Strecke befindet sich der Bahnhof an Kilometer 0,323. In Neukieritzsch begann von 1909 bis 1999 auch eine Nebenbahn nach Pegau an Kilometer 0,0, in deren Streckengleis ein von 1976 bis 1992 betriebenes drittes Gleis zur Bahnstrecke Leipzig–Hof von der Abzweigstelle Trachenau auf Höhe der Straßenbrücke Bornaer Straße einmündete.
Er befindet sich etwa 200 Meter östlich des Ortskerns von Neukieritzsch in seinen heutigen Ausmaßen und grenzt an die Bundesstraße 176 (Bornaer Straße) und die Bahnhofstraße.
An der Leipzig-Hofer Bahn sind die Haltepunkte Böhlen Werke und Deutzen die benachbarten Stationen. Beide liegen in etwa vier Kilometer Entfernung. An der Chemnitzer Strecke ist es der Haltepunkt und vormalige Bahnhof Lobstädt, dreieinhalb Kilometer entfernt gelegen. Die nächste Station auf der abgebauten Strecke nach Pegau war der Haltepunkt Droßdorf, dessen Abstand zum Bahnhof Neukieritzsch ungefähr dreieinhalb Kilometer betrug. Deutzen und Böhlen Werke sind zugleich Blockstellen, Letztere wurde zwischen 2016 und 2002 von Neukieritzsch aus fernbedient. Zwischen diesen Betriebsstellen befand sich ehemals je eine weitere Blockstelle; in Richtung Deutzen war dies Bergisdorf und in Richtung Böhlen Trachenau, die ab 1976 Abzweigstelle für das dritte Gleis nach Neukieritzsch war.

## Geschichte

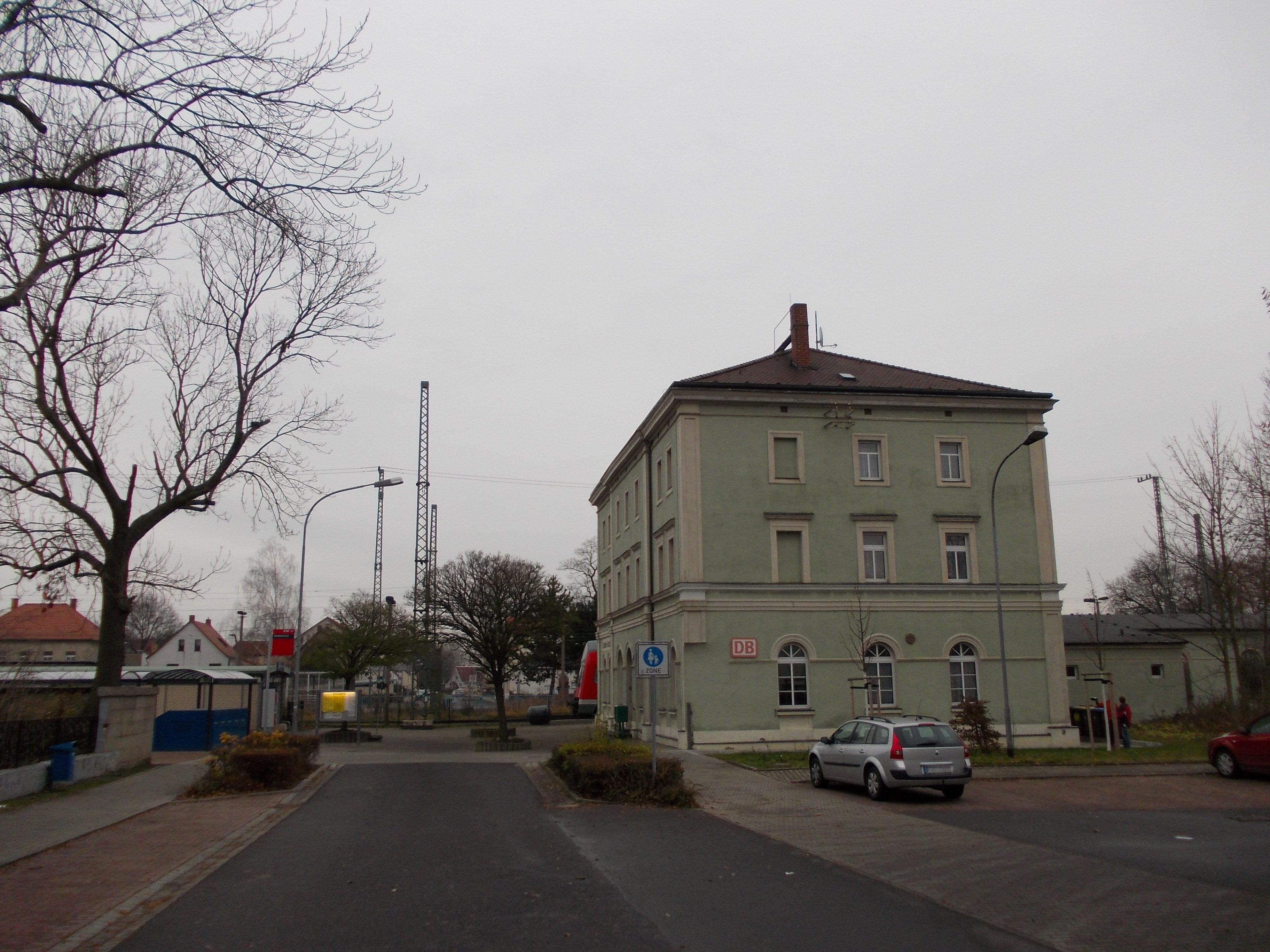
Empfangsgebäude (2012)

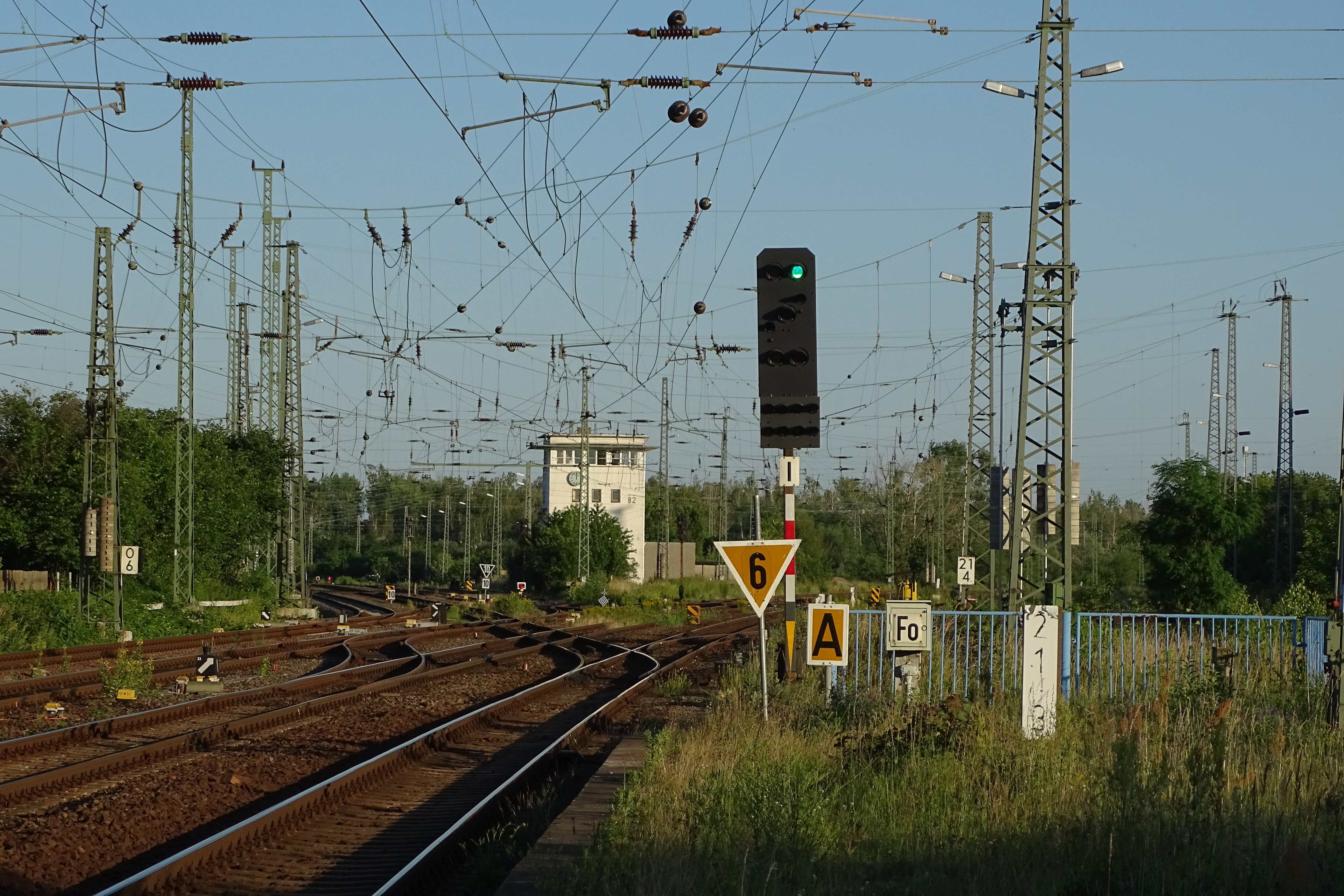
Verzweigung der Bahnstrecken nach Hof und Chemnitz, mittig das Befehlsstellwerk B2; das Zwischensignal besitzt Lichtstreifen zur Anzeige sämtlicher im Hl-Signalsystem möglichen Geschwindigkeiten (2020)

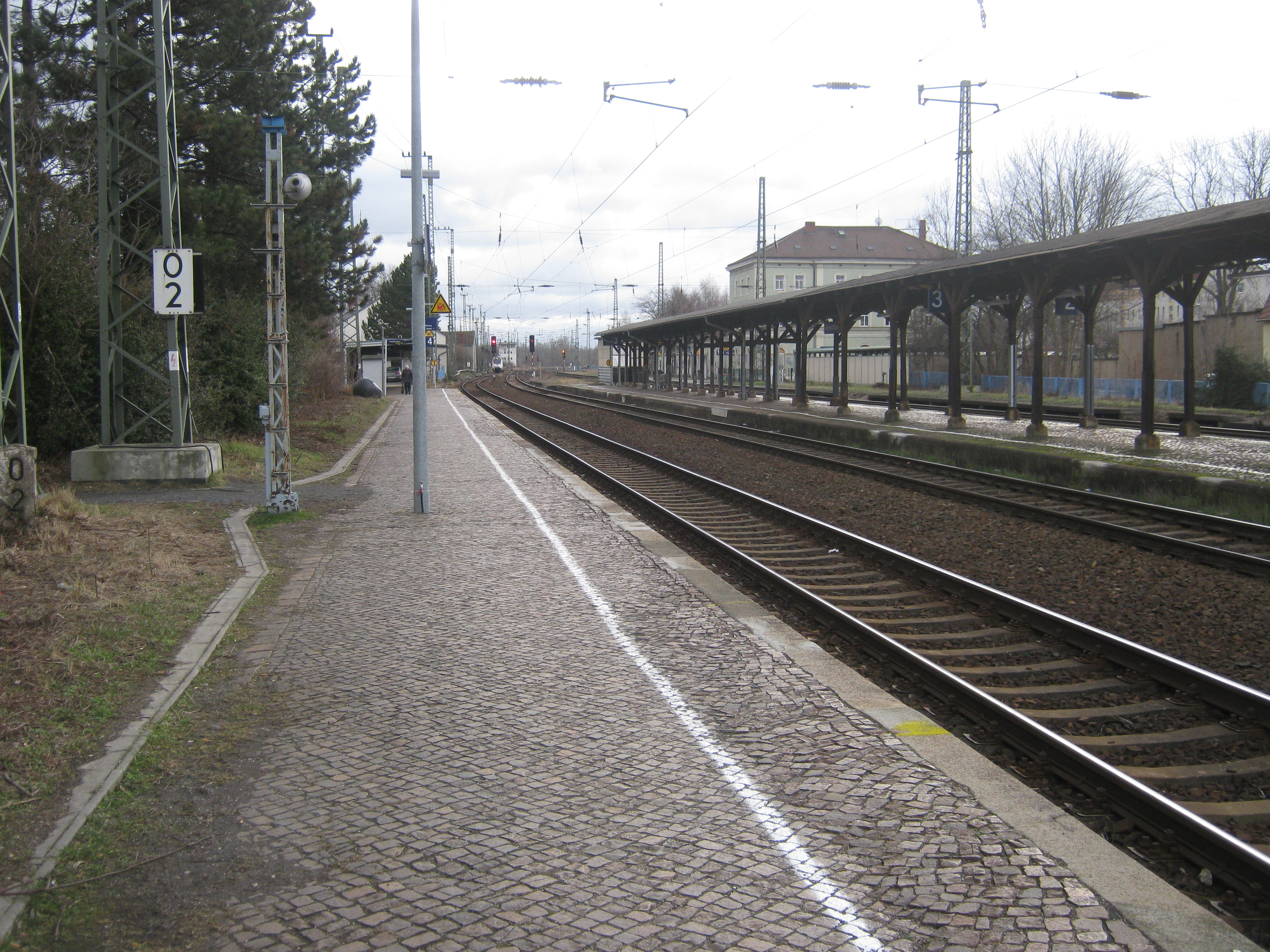
Blick von Bahnsteig 4 auf den überdachten Mittelbahnsteig 2/3; der Hausbahnsteig 1 befindet sich um einige Meter versetzt vor dem Empfangsgebäude (2019)

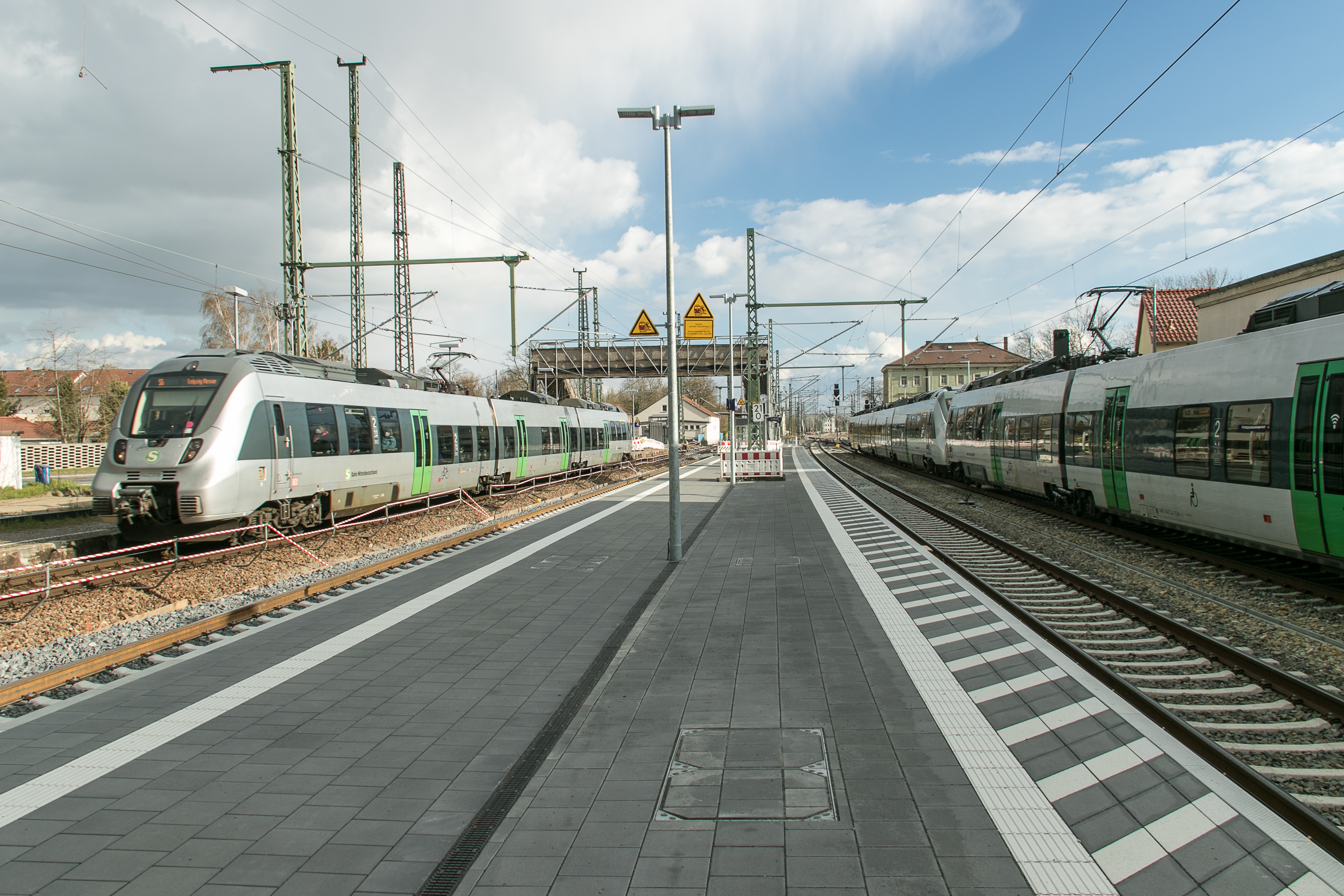
Der Zug der Linie S 5 hält am nun parallel zu den anderen Bahnsteigen liegenden neuen Bahnsteig 1 (rechts), der Zug der Linie S 6 hält am noch nicht modernisierten Bahnsteig 4 (2022)

Zu Beginn der 1840er Jahre begann der Bau der Strecke Leipzig – Hof. 1842 war die Strecke zwischen Leipzig und Altenburg fertiggestellt. Am 19. September desselben Jahres ging ein Haltepunkt mitten auf unbebautem Gebiet in Betrieb. Dies betraf sowohl den Personen- als auch den Güterverkehr. Der Haltepunkt wurde benötigt, um Lokomotiven mit Wasser und Kohle nachfüllen zu können. Am Tag der Inbetriebnahme traf der erste Zug um 9:00 Uhr ein. Dieser führte 25 Wagen und transportierte 500 Personen. Eine Menschenmenge begrüßte am geschmückten Haltepunkt den Zug. Zu diesem Zeitpunkt gab es noch keinen dem Haltepunkt zugehörigen Ort. Es gab aber bereits eine Staatsstraße. Sie begann in Leipzig, führte über Zwenkau und Borna nach Altenburg. Während des Bahnbaus erfolgte eine Erneuerung dieser Straße. Auch ihr Verlauf wurde geändert. Aus Richtung Zwenkau kommend überquerte sie das Gleis im rechten Winkel im Bereich des Haltepunkts. Somit waren die Voraussetzungen für den Güterumschlag von der Schiene auf die Straße gegeben.
Um den Haltepunkt entwickelte sich eine Siedlung. Es entstanden zunächst unter anderem ein Kohleschuppen, Güterschuppen, ein Wasserhaus und eine Werkstatt. In der Umgebung errichtete man 1842 ein Gasthaus. Auch eine Ziegelei, Baubetriebe und erste Wohnhäuser kamen hinzu.
Obwohl auf der Flur von Pürsten gelegen, erhielt die Station den Namen des zwei Kilometer nordwestlich gelegenen Ortes Kieritzsch. Erst nach Bildung der Gemeinde Neukieritzsch im November 1935 erhielt auch der Bahnhof am 4. Oktober 1936 deren Namen.
Am 14. Januar 1867 ging die Strecke nach Borna in Betrieb. Ein Empfangsgebäude mit Bahnhofsgaststätte wurde errichtet. Zum Baujahr des Gebäudes existierten unterschiedliche Daten, es ist von 1863 und 1885 die Rede. Laut einem Artikel der Leipziger Volkszeitung gilt es als unbekannt. 1907 oder 1910 entstand ein Personentunnel und eine Brücke über die Gleise. 1907 ging auch der Güterbahnhof in Betrieb. Mit dem Inbetriebnahme der Strecke nach Pegau kam im Jahre 1909 eine weitere Strecke hinzu. Somit entwickelte sich Neukieritzsch zu einem Bahnknoten. 1949 baute man diese Strecke ab. Ihr Wiederaufbau erfolgte im Jahre 1957. Im Zuge der Elektrifizierung der Strecke Leipzig – Hof, die 1962 stattfand, wurde die Brücke durch einen Neubau ersetzt. 1971 kam es zum Bau einer weiteren Brücke aufgrund der Straßenverlegung und Stilllegung der Brücke von 1962. 1973 wurde der Tunnel erweitert. Der Abriss der Brücke von 1962 erfolgte 1994. Seit 31. Dezember desselben Jahres findet am Neukieritzscher Bahnhof auch kein Güterverkehr mehr statt. Die Strecke nach Pegau wurde 1997 abgebaut.

## Anlagen

### Bahnsteige und Gleise
Der Bahnhof verfügt über vier Bahnsteiggleise. Es gibt einen Mittelbahnsteig, einen Hausbahnsteig sowie einen Außenbahnsteig. Alle Bahnsteige hatten bis 2020 eine Nutzlänge von 135 Metern bei einer Systemhöhe von 38 cm über Schienenoberkante.
Im Zeitraum von 2020 bis 2023 ist vorgesehen, die Bahnsteige zu erneuern. Sie erhalten eine einheitliche Höhe von 55 Zentimetern sowie eine Länge von 155 Metern, mit der Option zur Verlängerung auf 170 Meter, sowie Aufzüge. Auch Lärmschutzwände sollen entstehen.
Am 22. und 23. Oktober 2020 wurde die hölzerne Überdachung des Mittelbahnsteiges abgerissen und anschließend, in Vorbereitung auf die Sanierung des Personentunnels, eine Behelfsbrücke errichtet. Im September 2021 wurden die Gleise 1 und 2 samt Bahnsteig in neuer Höhe fertiggestellt, im Sommer 2022 Gleis 3.
Auf Gleisplänen (ca. 1960 bis 1990) sind stets mehr als 20 Gleise und zwei Ladestraßen zu sehen. Auf der heute landwirtschaftlich genutzten Fläche hinter Stellwerk B2 zwischen den sich gabelnden Strecken nach Chemnitz und Hof befand sich zudem ein fünf Gleise umfassender Übergabebahnhof für das Braunkohlenwerk Deutzen.

### Stellwerke
Im Laufe der Zeit entstanden folgende Stellwerke. Grau hinterlegte Zeilen bedeuten, dass das Stellwerk nicht mehr existiert. Die Angaben bahnlinks und bahnrechts beziehen sich auf die mit sächsischem Streckenkürzel angegebene Strecke.
| Bezeichnung | Funktion        | Typ                                                                                                   | Baujahr   | Inbetriebnahme   | Außerbetriebnahme | Lage                                                                                           | Koordinaten         | Anmerkungen |
| ----------- | --------------- | --- | --------- | ---------------- | ----------------- | ---------------------------------------------------------------------------------------------- | ------------------- | --- |
| Stw         | Fdl             | ? | 1890      | Januar 1891      | etwa 1908         | km 20,90 LH (nördlich der Bahnsteige, bahnlinks)                                               |                     | 1908 abgerissen |
| Stw 2       | Fdl             | ? | 1908–1909 | etwa 1909        | etwa 1962         | km 21,34 LH (südlich des Empfangsgebäudes, bahnrechts)                                         | 51.148506 12.413894 | auf Gleisplänen (etwa 1960 bis 1970) eingezeichnet, B2 zeitgleich eingetragen mit Vermerk „neues Stw 2, nicht in Betrieb“; abgerissen                                          |
| B2          | Fdl             | elmech., Bauart E12                                                                                   | 1962      | etwa 1962        | 2. Oktober 2022   | etwa km 21,65 LH (in der Streckengabelung in Richtung Hof (bahnlinks) / Chemnitz (bahnrechts)) | 51.145833 12.415562 | abgerissen am 24. und 25. sowie am 29. und 30. November 2022 |
| Stw 1       | Ww              | ? | 1908      | etwa 1908        | etwa 1944         | km 20,78 LH (nördlich der Bahnsteige, bahnlinks)                                               | 51.153199 12.411422 | auf Gleisplänen (etwa 1960 bis 1970) als „altes Stw“ eingezeichnet; bis 2022 Relaisraum für Stw W1 sowie Büro und Werkstatt der Signaltechnik; abgerissen am 28. November 2022 |
| W1          | Ww              | elmech., Bauart Pintsch (bis 12. Juli 2021) Gleisbildstellwerk Bauart GS II DR (ab 5. September 2021) | 1944      | etwa 1944        | 2. Oktober 2022   | etwa km 20,77 LH (nördlich der Bahnsteige, bahnlinks)                                          | 51.153354 12.411218 | abgerissen am 1. und 2. Dezember 2022 |
| W3          | Ww              | elmech., Bauart E12 (ab 1966)                                                                         | 1946      | etwa 1946        | 2. Oktober 2022   | etwa km 1,44 KC (die K 7931 kreuzend, bahnrechts)                                              | 51.141108 12.419576 | abgerissen am 8. oder 9. Oktober 2022 |
| Stw 4       | Ww              | ? | 1908      | etwa 1908        | etwa 1962         | etwa km 22,4 LH (den Pappelweg kreuzend, bahnlinks)                                            |                     | auf Gleisplänen (etwa 1960 bis 1970) eingezeichnet, W4 zeitgleich eingetragen mit Vermerk „neues Stw, nicht in Betrieb“; abgerissen                                            |
| W4          | Ww              | elmech., Bauart E12                                                                                   | 1962      | etwa 1962        | 2. Oktober 2022   | etwa km 22,30 LH (den Pappelweg kreuzend, bahnlinks)                                           | 51.139806 12.416902 | abgerissen am 5. und 6. Oktober 2022 |
| ESTW-A      | nicht besetzbar | ESTW L90                                                                                              | 2021      | 23. Oktober 2022 |                   | LH (südlich des Empfangsgebäudes, bahnrechts)                                                  |                     | |

Am 2. Oktober 2022 wurden alle vier zuletzt noch betriebenen Stellwerke außer Betrieb genommen und am 23. Oktober 2022 durch ein elektronisches Stellwerk (ESTW) ersetzt, welches an das ESTW des Bahnhofes Markkleeberg-Gaschwitz angeschlossen ist und aus der Betriebszentrale Leipzig ferngesteuert wird. Bis Anfang Dezember desselben Jahres wurden alle fünf verbliebenen Stellwerksgebäude abgerissen.

### Anschlussgleise
Das Braunkohlewerk Breunsdorf erhielt im Jahre 1905 einen Gleisanschluss. 1930 stellte es seinen Betrieb ein. Auf Gleisplänen, die zwischen den 1960er und 1980er Jahren zu datieren sind, sind zwei Gleisanschlüsse „Fa. Lanzendorf“ und „Baggermontageplatz“ zu erkennen.

### Weitere Anlagen
Es existierten noch folgende Hochbauten (in Klammern Jahr der Errichtung):
- eine Gleiswaage (1912)
- eine Laderampe (1863)
- ein Abortgebäude (1864)
- ein Draisinenschuppen (1909)
- zwei Drehscheiben (1876 und 1896)

Es existierte auch eine Bahnmeisterei, die im Jahre 1974 abgerissen wurde.

## Betrieb
Seit dem 15. Dezember 2013 wird Neukieritzsch durch die S-Bahn Mitteldeutschland bedient, anfangs mit den Linien S 4 Hoyerswerda–Leipzig Hbf–Geithain und S 5 Leipzig/Halle Flughafen–Leipzig Hbf–Zwickau (Sachs) Hbf, ab Dezember 2015 mit den Linien S 3 Halle-Trotha–Leipzig Hbf–Geithain und S 5 Halle (Saale) Hbf–Leipzig Hbf–Zwickau (Sachs) Hbf.
Seit Dezember 2017 besteht das Angebot aus der halbstündlich verkehrenden Linie S 6 Leipzig Messe–Leipzig Hbf–Borna (b Leipzig), bei welcher ein Takt stündlich weiter nach Geithain fährt, sowie aus der stündlich verkehrenden Linie S 5 Halle (Saale) Hbf–Leipzig Hbf–Altenburg, die zu jeder zweiten Stunde weiter nach Zwickau (Sachs) Hbf fährt. In der Hauptverkehrszeit verkehren einige Züge aus Geithain ab Leipzig Hbf weiter als S 3 nach Schkeuditz. In Tagesrandlagen bestehen zudem Direktverbindungen nach Eilenburg Ost, Torgau und Falkenberg (Elster).
Aufgrund von Personalmangel verkehrt die Linie S 6 seit Sommer 2022 (mit Unterbrechungen) verknüpft mit der Linie S 1 von Leipzig Miltitzer Allee über Leipzig-Leutzsch nach Leipzig Hbf; das Teilstück Leipzig Messe–Leipzig Hbf sowie die Verstärkerfahrten Schkeuditz–Leipzig Hbf fallen seitdem weg. Mehrere lokale Buslinien bedienen die Bushaltestelle am Bahnhof und verbinden ihn unter anderem mit der Ortsseite westlich der Bahnhofsanlagen sowie mit Pegau und Borna.
| Linie | Zuglauf | Taktfrequenz (min) | Beförderer      | Fahrzeug- einsatz |
| ----- | --- | ------------------ | --------------- | ----------------- |
| S 5   | Halle (Saale) Hbf – Leipzig/Halle Flughafen – Leipzig Hbf – Leipzig Markt – Markkleeberg – Böhlen (b Leipzig) – Neukieritzsch – Altenburg (– Gößnitz – Crimmitschau – Werdau – Zwickau (Sachs) Hbf) | 60                 | DB Regio Südost | 2 × 1442          |
| S 6   | Leipzig Messe – Leipzig Hbf – Leipzig Markt – Markkleeberg – Böhlen – Neukieritzsch – Borna (b Leipzig) (– Frohburg – Geithain)                                                                     | 30                 | DB Regio Südost | 1442              |